# Civilförtjänstorden (Bulgarien)

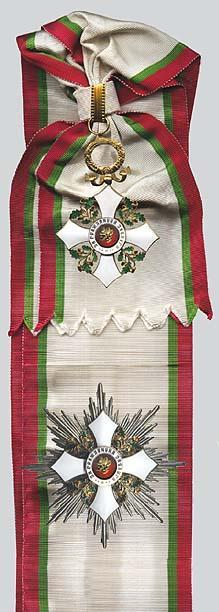
1:a klass av Civilförtjänstorden.

Civilförtjänstorden var en orden som instiftades den 14 augusti 1891 av furst Ferdinand av Bulgarien i sex klasser.